# Вуядинович, Никола
Ни́кола Вуяди́нович (черног. Никола Вујадиновић; 31 июля 1986, Белград) — черногорский футболист, защитник сербского клуба «Чукарички». Имеет болгарский паспорт, что позволяет Вуядиновичу не считаться иностранцем в странах ЕС.

## Карьера
Вуядинович — воспитанник «Црвены Звезды». В чемпионате Сербии и Черногории выступал за «Рад» и «Зету». Вуядинович дважды в своей карьере мог оказаться в Англии. В 2005 он приезжал на 10-дневный просмотр в «Арсенал», а в сезоне 2006/07 был близок к подписанию контракта с «Вест Бромвичем», но не смог получить рабочую визу.
В 2007 году как свободный агент перешёл в софийский ЦСКА. Высокий молодой защитник часто играл в основе и считался одним из самых перспективных игроков чемпионата Болгарии. Игрока заметили в «Удинезе» и 8 августа 2008 года Вуядинович стал игроком этой команды. В сентябре 2009 года был отдан в аренду румынскому клубу «Униря», а после возвращения из Румынии — в шотландский «Абердин».